# 云南樟
云南樟（学名：Cinnamomum glanduliferum）是樟科樟属的植物。分布在尼泊尔、缅甸、马来西亚、印度以及中国大陆的西藏、贵州、四川、云南等地，生长于海拔1,500米至3,000米的地区，常生长在山地常绿阔叶林中，目前尚未由人工引种栽培。

## 别名
香樟、臭樟、果东樟、樟木、樟脑树、樟叶树、红樟、青皮树、大黑叶樟（云南） 香樟、白樟（四川） 香叶树（西藏察隅）